# Ken Hyland
Ken Hyland é um linguista britânico. Atualmente é professor de linguística aplicada em educação na Universidade de East Anglia.
Hyland é uma linguista especializado no campo do discurso acadêmico, escrita em segunda língua e inglês para fins acadêmicos, e publicou mais de 26 livros e duzentos artigos. O Google Scholar mostra que ele é um dos pesquisadores mais citados em Linguística Aplicada.
Juntamente com Cumming, Kormos, Manchon, Matsuda, Ortega, Polio, Storch e Verspoor, Hyland é considerado um dos mais proeminentes pesquisadores em escrita de segunda língua.

## Carreira
É co-editor fundador do Journal of English for Academic Purposes e foi co-editor da Applied Linguistics.

## Livros

### De sua autoria
- Hyland, K. (2016). Teaching and Researching Writing. 3.ª edição. Londres: Routledge.
- Hyland, K. (2015). Academic publishing: issues and challenges in the production of knowledge. Oxford: Oxford University Press.
- Hyland, K. (2015). Academic Written English. Xangai: Shanghai Foreign Language Education Press.
- Hyland, K. (2012). Disciplinary Identities: Individuality and Community in Academic Writing. Cambridge: Cambridge Applied Linguistics.
- Hyland, K. (2009). Teaching and Researching Writing. 2.ª edição Londres: Longman.
- Hyland, K. (2009). Academic Discourse: English in a Global Context. Londres: Continuum.
- Hyland, K. (2006). English for Academic Purposes: An Advanced Resource Book. Londres: Routledge
- Hyland, K. (2005). Metadiscourse: Exploring Interaction in Writing. Londres: Continuum.
- Hyland, K. (2004). Genre and Second Language Writing. Ann Arbor: University of Michigan Press.
- Hyland, K. (2004). Disciplinary Discourses: Social Interactions in Academic Writing. Ann Arbor: University of Michigan Press.
- Hyland, K. (2003). Second Language Writing. Nova York: Cambridge University Press. [Menção Honrosa do Prêmio Kenneth W. Mildenberger, Associação de Línguas Modernas].
- Hyland, K. (2002). Teaching and Researching Writing. Londres: Longman.
- Hyland, K. (2000). Disciplinary Discourses: Social Interactions in Academic Writing. Londres: Longman
- Hyland, K. (1998). Hedging in Scientific Research Articles. Amesterdão: John Benjamins.[5]

### Editado
- Hyland, K. (ed.) (2017). The Essential Hyland. Londres: Bloomsbury Press.
- Wong, L. e Hyland, K. (eds.) (2017). Faces of English Education: Students, Teachers and Pedagogy. Londres: Routledge.
- Hyland, K. (ed.) (2017). Academic Writing: critical readings vol 1–2. Londres: Bloomsbury Press
- Hyland, K & Shaw, P. (eds.) (2016). The Routledge Handbook of English for Academic Purposes. Londres: Routledge.
- Hyland, K. & Wong, L. (Eds.) Innovation and Change in Language Education. Londres: Routledge.
- Hyland, K. (Ed.) (2013). Discourse Studies Reader. Londres: Bloomsbury Publishing.
- Hyland, K. & Sancho Guinda, C. (Eds.) (2013). Stance and Voice in Written Academic Genres. Londres: Palgrave Macmillan.
- Hyland, K., Chau MH e Handford, M. (Eds.) (2012). Corpus Applications in Applied Linguistics. Londres: Continuum.
- Hyland, K & Paltridge, B. (Eds.) (2011). Continuum Companion to Discourse Analysis. Londres: Continuum.
- Hyland, K. & Diani, G. (Eds.) (2009). Academic Evaluation: Review Genres in University Setting. Londres: Palgrave-MacMillan.
- Hyland, K. & Bondi, M. (Eds.) (2006). Academic Discourse Across Disciplines. Frankfort: Peter Lang.
- Hyland, K. & Hyland, F. (Eds.) (2006). Feedback in Second Language Writing: Contexts and Issues. Nova Iorque: Cambridge University Press.
- Candlin, C. & Hyland, K. (Eds.) (1999). Writing: Texts, Processes and Practice. Londres: Longman.
- Berry, R., Asker, B., Hyland, K. & Lam, M. (Eds.) (1999). Language Analysis, Description and Pedagogy. Hong Kong: Universidade de Hong Kong de Ciência e Tecnologia Press.[5]